# منصور انشاء
منصور انشاء(۱۲۸۸–۱۳۷۲) نظامی و سیاستمدار و نماینده مردم انزلی در دوره‌های بیست و دوم و بیست و سوم مجلس شورای ملی، نماینده سومین دوره مجلس مؤسسان و فرمانده ژاندارمری خراسان بود.
منصور انشاء متولد ۱۲۸۸ بوده و پس از طی دوره تحصیلات ابتدائی و متوسط وارد دانشکده افسری شد. او پس از پایان دانشکده به ژاندارمری پیوست. انشاء در ژاندارمری مناسبی چون فرماندهی ژاندارمری خراسان و بازرسی ویژه فرماندهی ژاندارمری را برعهده گرفت و در سال ۱۳۴۰ با درجه سرهنگی بازنشسته شد.
منصور انشاء در دوره‌های ۲۲ و ۲۳ نمایندگی مردم بندر انزلی را در  مجلس شورای ملی برعهده داشت. و همچنین در سومین دوره مجلس مؤسسان در سال ۱۳۴۶ نیز سمت نمایندگی مردم گیلان را در این مجلس بر عده داشت. او پس از پایان دوره نمایندگی از فعالیت‌های سیاسی کناره‌گیری کرد. اشناء در سن ۸۲ سالگی درتهران درگذشت.
او پسرخاله فرشته انشا و هویدا بود و برخی علت انتخاب شدن او به نمایندگی را دخالت هویدا در این امر می‌دانند.